# Szent Paraszkiva-fatemplom (Radulesd)
A radulesdi Szent Paraszkiva-fatemplom műemlékké nyilvánított épület Romániában, Hunyad megyében. A romániai műemlékek jegyzékében a  HD-II-m-A-03426 sorszámon szerepel.